# Oertiella
Oertiella is een geslacht van uitgestorven kreeftachtigen uit de klasse van de Ostracoda (mosselkreeftjes).

## Soorten
- Oertiella echinata (McKenzie et al., 1993) †
- Oertiella semivera (Hornibrook, 1952) †
- Oertiella tarfayaensis Reyment, 1978 †